# Leskia pertinax
Leskia pertinax là một loài ruồi trong họ Tachinidae.